# Али-заде, Камбай Аскер оглы
Али-заде, Камбай Аскер оглы (Камбай Аскерович Ализаде; азерб. Əlizadə Qambay Əsgər oğlu; 20 октября 1899, село Тертер, Тертерский район, Азербайджан — 1990, Баку, Азербайджан) — азербайджанский советский геолог, палеонтолог, малаколог. Профессор, доктор геолого-минералогических наук, академик Академии Наук Азербайджанской ССР, почётный член всесоюзного палеонтологического общества СССР. Кавалер орденов Трудового Красного Знамени и «Знак Почёта».
Занимался научными исследованиями акчагыльской и апшеронской фаун, является основателем изучения палеонтологии и стратиграфии Азербайджана.

## Биография
Камбай Али-заде родился в 1899 году в селе Тертер, Азербайджан, в крестьянской семье. Окончил гимназию в губернском городе Елизаветполе. С 1927 года член всесоюзного палеонтологического общества СССР. В 1930-м году закончил Азербайджанский индустриальный институт. С 1940 года работал в Геологическом институте Академии наук Азербайджанской ССР: в 1941-м возглавил в нём отдел палеонтологии и стратиграфии, а с 1943 по 1945 год руководил самим институтом.
В 1943 году получил учёное звание профессора, а два года спустя доктора геолого-минералогических наук. В 1955-м стал членом-корреспондентом Академии наук Азербайджанской ССР, а в 1962 году стал её академиком. В 1966 году был избран почётным членом всесоюзного палеонтологического общества СССР.
Скончался в 1990 году.

## Научная и преподавательская деятельность
Али-заде К. А. осуществлял преподавательскую деятельность в Азербайджанском индустриальном институте (1928—1960), Азербайджанском педагогическом (1931—1945), а также в Азербайджанском государственном университете. Входил в состав комиссии по палеогеновой системе межведомственного стратиграфического комитета СССР.
Камбай Али-заде был специалистом в области стратиграфии и палеонтологии кайнозоя, занимался научными исследованиями акчагыльской и апшеронской фаун, выдвинул гипотезу об их происхождении, нашёл подтверждения генетической связи между этими фаунами, исследовал вопросы палеобиономики и др.
К. А. Али-заде участвовал во многих геологических экспедициях и собрал большой палеоботанический материал, им впервые (в 1929 году) установлено наличие среднеолигоценовых отложений в пределах северо-восточных предгорий Малого Кавказа на основании обнаруженной в долине реки Инджачай моллюсковой фауны. Палеонтолого-стратиграфические исследования К. А. Али-заде и М. М. Алиева дали возможность представить детальные схемы палеозоя, мезозоя и кайнозоя Азербайджана.
Им была обоснована стратиграфическая шкала палеоген-неогеновых отложений, разработана геологическая и палеонтологическая терминология на азербайджанском языке, переведены на азербайджанский язык ряд учебников и учебных пособий по геологии и палеонтологии, так же Камбай Али-заде стал одним из авторов «Учебника палеонтологии».
По мнению Васифа Бабазаде (академика Национальной академии наук Азербайджана), Али-заде К. А. совместно с академиками М. М. Алиевым, Ш. Ф. Мехтиевым, А. Д. Султановым, Ш. Н. Мамедовым, Э. Ш. Шихалибейли и др. «вложили неоценимый труд в развитие геологии, особенно в начальном этапе деятельности Национальной академии».

## Семья
Супруга Мария Александровна Земан-Алиева (скончалась в 1947 году), дочь Рена Алиева-Гинзбург.

## Звания и награды
- 1943 — Заслуженный деятель науки и техники Азербайджанской ССР[2]
- орден Трудового Красного Знамени[2]
- орден «Знак Почёта»[2]

## Избранные монографии и статьи
- Геология СССР / Гл. ред. И. И. Малышев; Ком. по делам геологии при СНК СССР. — Москва, Ленинград: Госгеолиздат. — Т. 47: Азербайджанская ССР : Геол. описание / Авт. К. А. Ализаде, А. А. Алиев, Р. Р. Агакишибекова и др.. — 520 с.
- Ализаде К. А. Акчагыльский ярус Азербайджана / Акад. наук Азерб. ССР. Ин-т геологии им. акад. И. М. Губкина.. — Баку: Изд-во Акад. наук Азерб. ССР, 1954. — 344 с.
- Ализаде К. А. Руководящие окаменелости плиоценовых и четвертичных отложений Азербайджана: Справочник / Б. Г. Векилов, Е. Х. Гейвандова ; Акад. наук Азербайдж. ССР. Ин-т геологии им. акад. И. М. Губкина. — Баку: Изд-во Акад. наук Азерб. ССР, 1957. — 149 с., 14 л. ил. с.
- Ализаде К. А. Руководящие окаменелости плиоценовых и четвертичных отложений Азербайджана: Справочник / Акад. наук Азербайдж. ССР. Ин-т геологии им. акад. И. М. Губкина. — Баку: Изд-во Акад. наук Азерб. ССР, 1968. — 128 с., 3 л. таб. с.
- АН АзССР, Ин-т геологии им. И. М. Губкина;. Вопросы палеонтологии и стратиграфии Азербайджана (Сборник статей) / редактор Ализаде К. А. и др.. — Баку: Эльм, 1984. — 147 с.